# فن صوتي
الفن الصوتي هو النظام الفني الذي يستخدم الصوت كوسيلة أساسية. مثل العديد من أنواع الفن المعاصر، فإن فن الصوت متعدد التخصصات في الطبيعة، أو يأخذ على أشكال هجينة. يمكن للفن الصوتي الانخراط مع مجموعة من المواضيع مثل الصوتيات والصوت النفسي والالكترونيات وموسيقى الضجيج والوسائط السمعية والصوت البيئي أو الاستكشافات لجسم الإنسان أو النحت أو العمارة أو الأفلام أو الفيديو ومجموعة أخرى من المواضيع التي تتزايد باستمرار كجزء من الخطاب الحالي للفن المعاصر. 
في الفن الغربي، تشمل الأمثلة الأولى لوتشي روسولو في إنتوناروموري أو ضوضاء الترتيل، والتجارب اللاحقة من قبل دادا، والسرياليين، والأممية الموقفية، وفي أحداث فلوكسوس. وبسبب تنوع الفن الصوتي، غالبا ما يكون هناك نقاش حول ما إذا كان الفن السليم يندرج ضمن مجال الفنون البصرية أو فئات الموسيقى التجريبية، أو كليهما. أما السلالات الفنية الأخرى التي ينبثق منها فن الصوت، فهي الفن المفاهيمي، والبساطة، والفن الخاص بالموقع، والشعر السليم، والموسيقى الكهربائية الصوتية، والكلمة المنطوقة، والشعر الطليعي، والمسرح التجريبي.

## أصل المصطلح في الولايات المتحدة
أول استخدام موثق للمصطلح في الولايات المتحدة هو من كتالوج لعرض «الفن والصوت» في مركز النحت في مدينة نيويورك، الذي أنشأه ويليام هيلرمان في عام 1983. تمت رعاية المعرض من قبل «مؤسسة سوندارت» التي أسسها هيلرمان في عام 1982. الفنانين المميزين في المعرض هم: فيتو أكونسي، وكوني بيكلي، وبيل وماري بوخن، ونيكولاس كولينز، وساري دينيس وبولين أوليفيروس، وريتشارد دونلاب، وتيري فوكس، وويليام هيلرمان، وجيم هوبارت، وريتشارد ليرمان، وليه ليفين، وجو لويس، وتوم ماريوني، وجيم بوميروي، وألان سكاريت، وكارولي شنايمان، وبوني شيرك، وكيث سونييه، ونورمان تاك، وهانا ويلكي، ويوم غاغاتزي. وفيما يلي مقتطف من مقال الكتالوج الذي نشره مؤرخ الفن دون غودارد: «قد يكون الفن الصوتي ملتزما بمفهوم هيلرمان بأن» السمع هو شكل آخر من أشكال الرؤية «، وهذا الصوت له معنى فقط عندما يكون متصلا مع صورة مفهومة... تصاحب الصوت والصورة يؤكد على إشراك المشاهد، مما يجبر على المشاركة في البنية والفضاء الحقيقي، والفكر المستجيب بدلا من الفضاء والفهم الوهمى».

## فن الصوت في أوروبا

### بلجيكا
كلانكنبوس (الغابة الصوتية) في بروفينشيال دومين دوملهوف هي أكبر تجمع لفن الصوت في الفضاء الطلق في أوروبا. هناك 15 قطعة تركيبات صوتية في الغابة من قبل فنانين مثل بيير برثيت، وبول بانهويسن، وجيرت يان هوبيجن (النظام الصوتي ستالبلات)، وهانز فان كولويجك، وغيرهم. في كورتريجك هناك مهرجان سنوي لفن الصوت وايلد ويستن (المعروف سابقا باسم آذان جديدة سعيدة). في بروكسيلس هناك كيو.أو 2 و أوفيرتون، وهما المنظمات التي تقوم بتشغيل برامج الفنان المقيم وتنظيم العروض. مؤسسة الشعارات من غنت هي منظمة الفن الصوتي التي يديرها غودفريد-ويليم ريس.

### كرواتيا
في زادار هناك أرغن البحر الذي يلعب الموسيقى عن طريق موجات البحر والأنابيب الواقعة تحت مجموعة من مصطبات الرخام كبيرة.

### ألمانيا
ستالبلات كان أصلها في أمستردام، ولكن انتقلت إلى برلين، وهي علامة قياسية تركز على الفن الصوتي والموسيقى التجريبية. ترانزمديال هو مهرجان سنوي يركز على الفن وسائل الإعلام، والذي تغطي العديد من عروض وتركيبات الفن الصوتي.

### هولندا
بدأ الفن الصوتي الهولندي في مختبر فيليبس ناتوركونديغ حيث عمل ديك رايجماكيرس في الستينات. طور بول بانهويسن وريمكو ساشا العديد من القطع الفنية الصوتية المبكرة في السبعينيات والثمانينيات وأقام أبولوهويس في أيندهوفن. إكسترا بول و«وورم» عبارة عن منظمات نشطة لديها أنشطة فنية سليمة. مهرجان بولدرليشت كان مهرجان لفن الصوت أقيم من 2000-2015. تريبل آي (إنسترومنت إنفنتيتي إنيتياتيف) هي منظمة مقرها لاهاي تركز على إنشاء قطع فنية سليمة، ولدى المنظمة برنامج نشط للفنان، وتدعو باستمرار فناني الصوت لصنع أعمال جديدة في موقعها. هولندا لديها ثلاثة أكاديميات يمكنك فيها الدراسة في اتجاه معهد الفن السليم للأوبرا، علم الفن في الأكاديمية الملكية للفنون، لاهاي. وفي مدرسة أوترخت للفنون في أوترخت.

### النرويج
ليدغاليريت (ذي سوندغاليري) هو معرض غير تجاري لممارسات الفن القائم على الصوت، ويقع في وسط بيرغن.

### السويد
«لعب المبنى» هو تركيب فني من قبل ديفيد بيرن، المغني السابق في تالكنغ هيدس، وفارغفابريكن، وهو مكان فني مستقل في ستوكهولم. إليكترونموسيكستوديون هي عبارة عن منظمة نشطة.

### المملكة المتحدة
القطع الفنية الصوتية المعروفة في المملكة المتحدة هي بلاكبول هاي تيد أورغان أند سينغينغ رينجينغ تري. على الرغم من عدم بناءها كقطع فنية سليمة، فإنالمملكة المتحدة لديها العديد من المرايا الصوتية على طول الساحل غالبا ما يتم استكشافها من قبل مسجلات المجال.

## منظمات ومهرجانات الفن الصوتي
- Interval. Sound Actions - Fundació Antoni Tàpies, Barcelona نسخة محفوظة 9 ديسمبر 2017 على موقع واي باك مشين.
- SA)) aka www.SoundArtist.ru - largest sound and new media arts community in post-ussr region
- واجهات جديدة للتعبير الموسيقي
- PS-fest aka Podgotovlenniye Sredy - the sound art festival based in Moscow (since 2009)

## المعرض

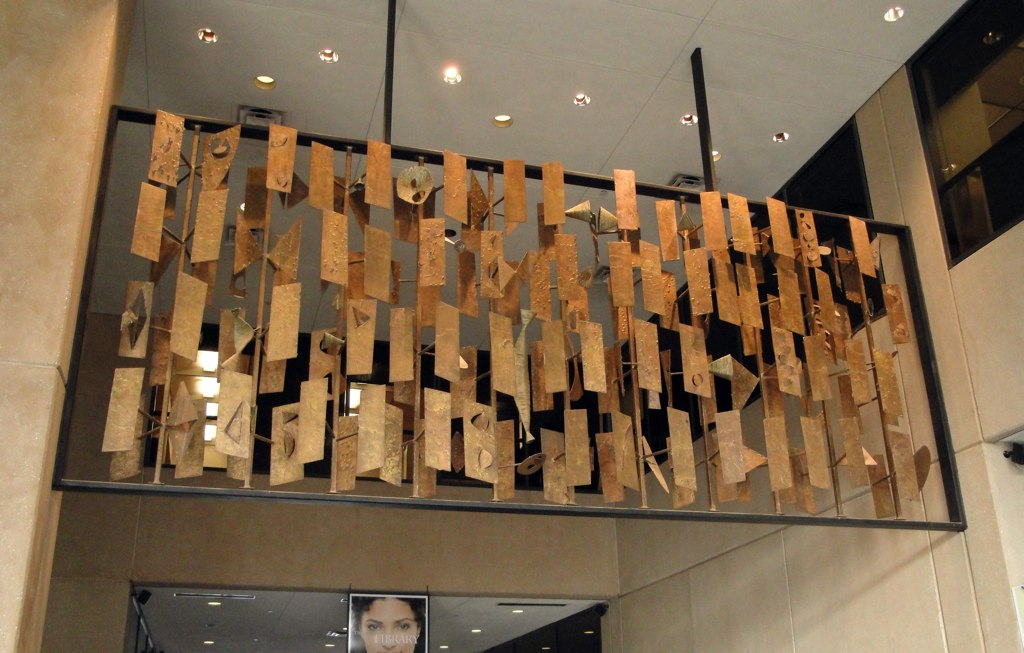
Harry Bertoia, Textured Screen, 1954
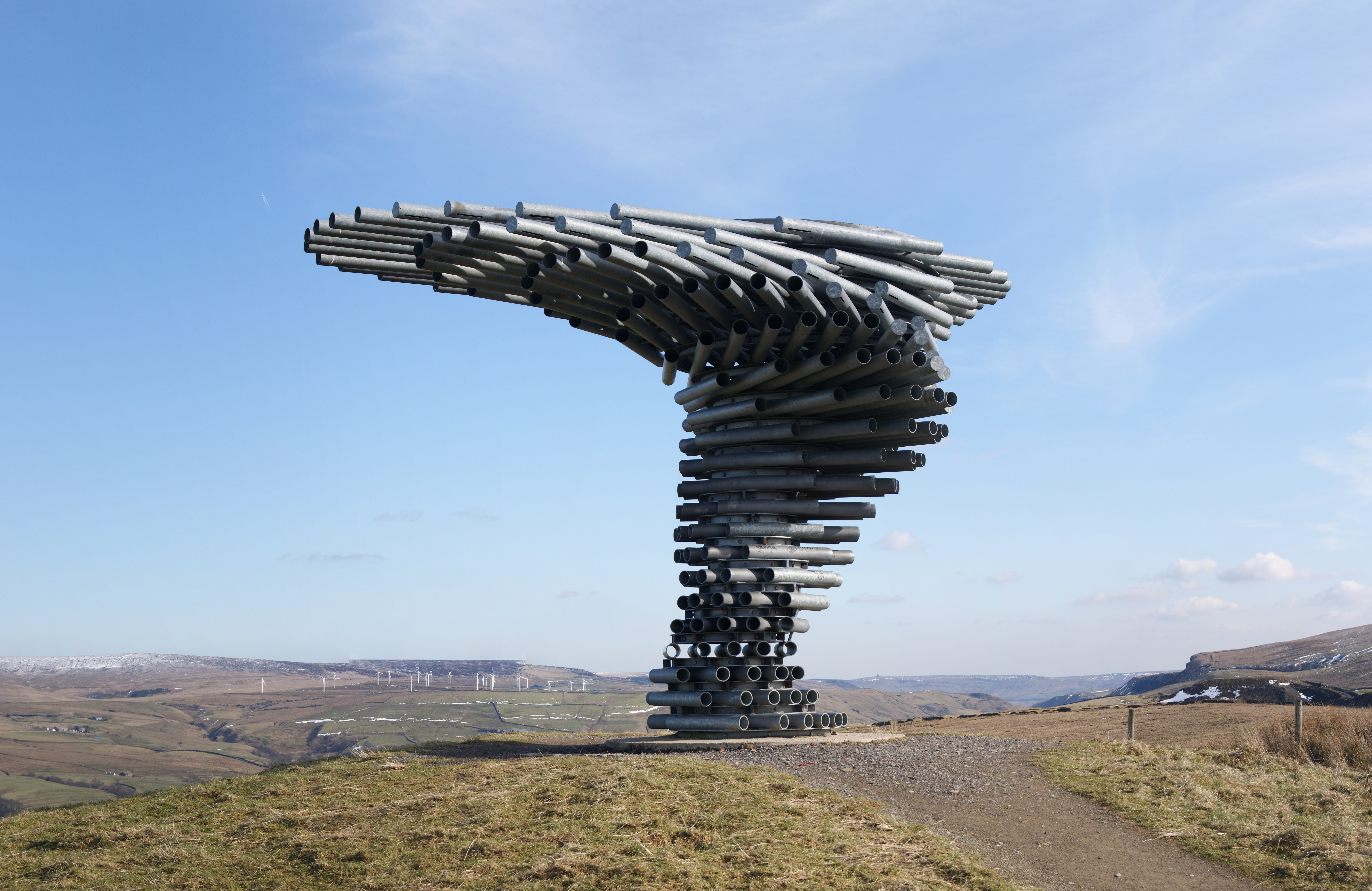
Panopticon: The Singing Ringing Tree
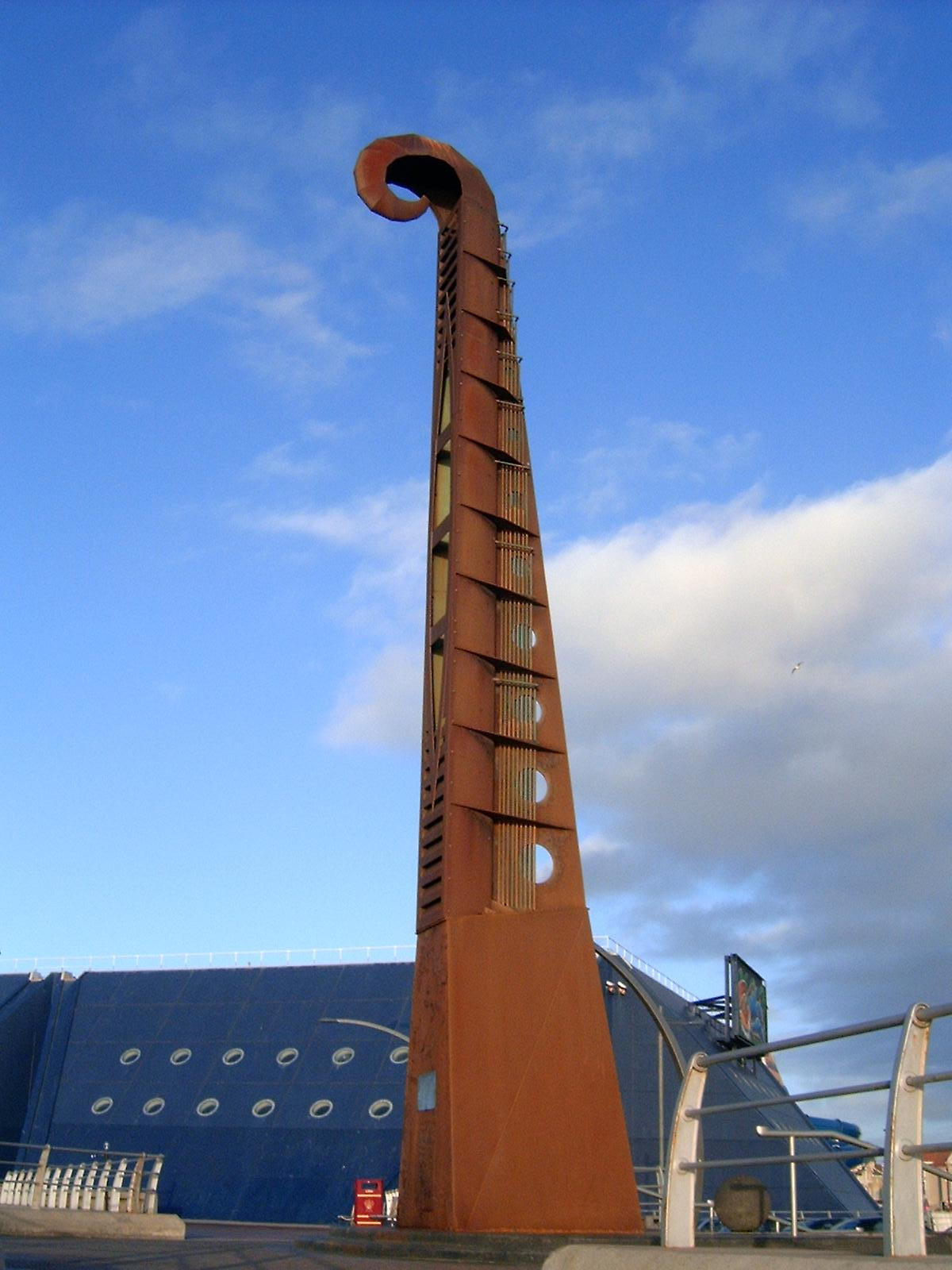
The Blackpool High Tide Organ
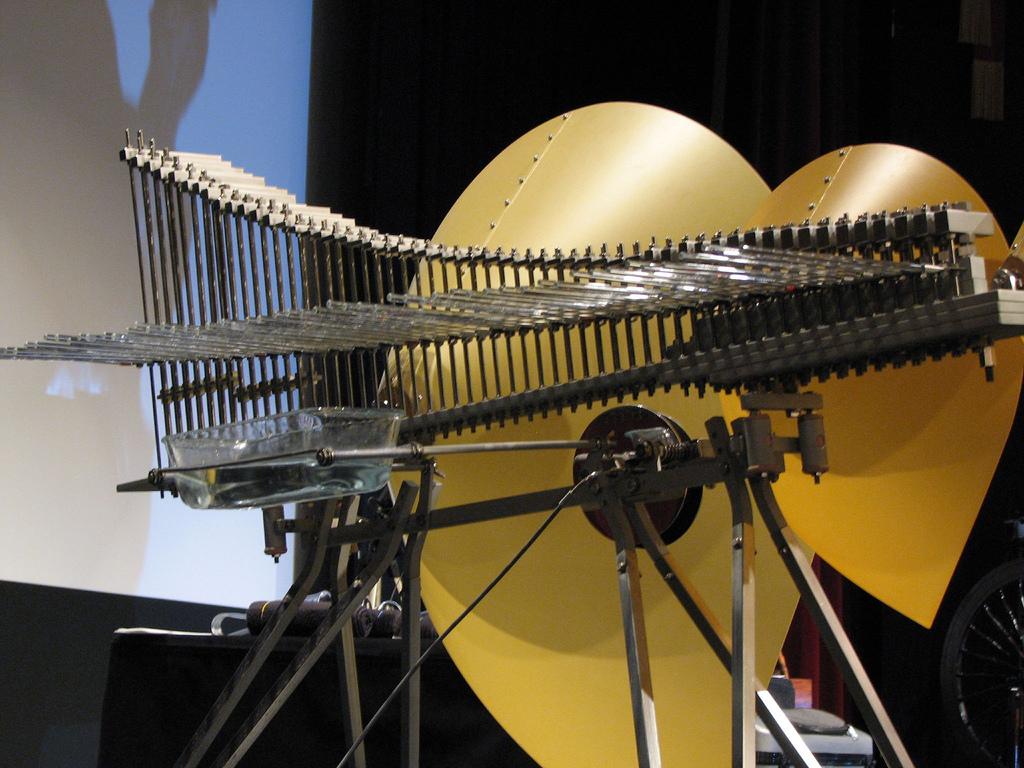
The Cristal Baschet
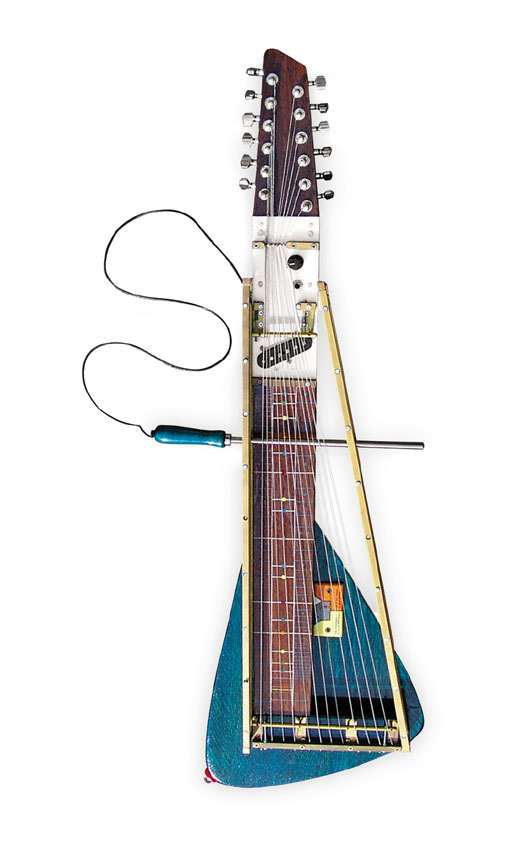
Yuri Landman, Moodswinger, 2006
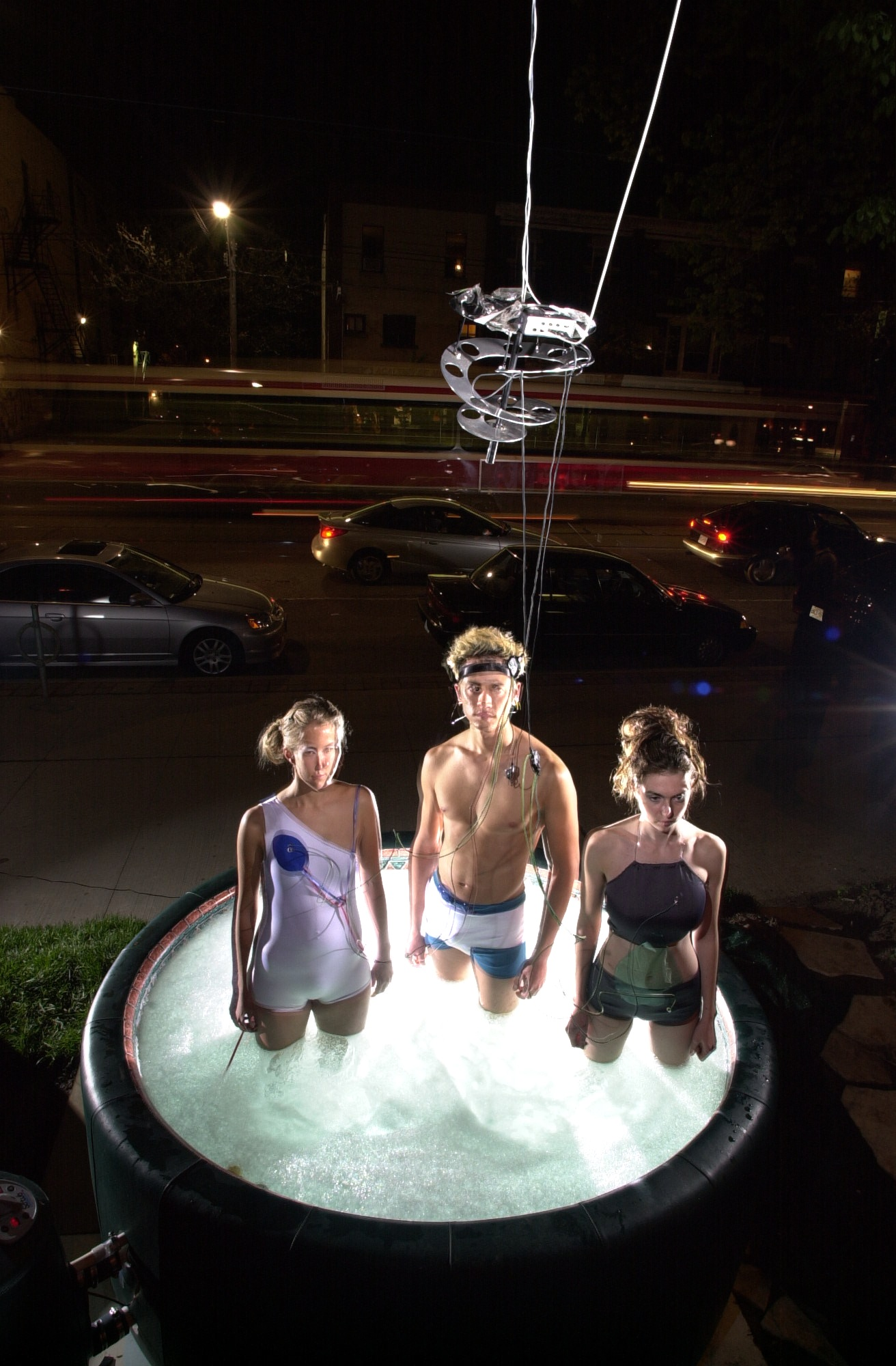
2 electrocardiophones & electroencephalophone

## انظر أيضا
- عمل فني
- موسيقى إلكترونية
- تنصيبية
- فن الأداء
- صوتنة
- مؤثرات صوتية
- مشهد صوتي
- موسيقى لعبة فيديو